# Elektryczna gitara hawajska

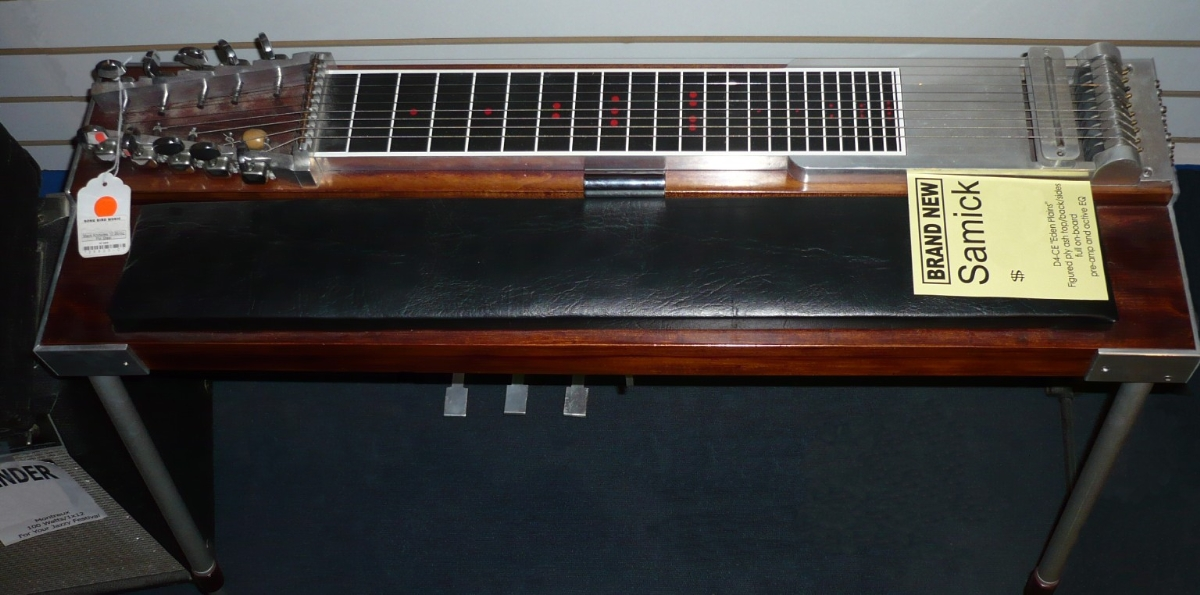
Elektryczna gitara hawajska marki Samick

Elektryczna gitara hawajska, elektryczna gitara stalowa (ang. pedal steel guitar) – odmiana gitary hawajskiej,  chordofon spokrewniony z gitarą hawajską. 
Oba instrumenty łączy sposób wydobywania dźwięku, tzn. prawa ręka uzbrojona w pazurki szarpie struny skracane trzymanym w lewej ręce wałkiem stalowym zakończonym półkoliście. Pedal steel guitar, w przeciwieństwie do gitary hawajskiej posiada możliwość częściowego przekształcania podstawowego stroju instrumentu przez podwyższanie lub obniżanie stroju poszczególnych strun lub ich grup, co realizowane jest przez zamontowany w instrumencie mechanizm przestrajający uruchamiany przez grającego pedałami podłogowymi i dźwigniami kolanowymi, poprzez system cięgien i korb.
Instrument jest stosunkowo młody, gdyż swój obecny wygląd oraz znormalizowany system strojenia i przestrajania posiada dopiero od lat 60. XX wieku. Pomysł harfowego mechanizmu przestrajającego autorstwa Celestina Hochbruckera z 1720 roku, udoskonalony przez Sébastiena Érarda w 1810 roku, stał się inspiracją  dla mechanika Johna More z Winstead w Connecticut do zbudowania 1939 roku instrumentu będącego pierwowzorem elektrycznej gitary hawajskiej. Po wielu latach obfitujących w konstrukcje różnych firm, z których wiodącymi były firmy Gibson i Bigsby, instrument przybrał obecną formę gitary w układzie poziomym o najczęściej dwóch gryfach różniących się strojem, z których każdy ma po 10 strun. Do każdego z gryfów przyporządkowana jest odrębna grupa pedałów zamocowanych na poprzecznym wsporniku pomiędzy przednimi nóżkami instrumentu i dźwigni kolanowych, pozwalających przestrajać instrument. 
Jeden z gryfów strojony jest w stroju akordu E9 (tzw. Nashwille Tune) i charakteryzuje się charakterystycznym typowym przejściem z akordu tonicznego poprzez równoległy molowy do subdominantowego. Brzmienie to jest znane z wielu nagrań muzyki amerykańskiej, nie tylko country, ale też folkowej i rockowej.  Drugi gryf o stroju akordu C6 stosowany w muzyce swingowej i jazzowej ma niskie, „tłuste” brzmienie i możliwości budowania doskonale brzmiących akordów dysonansowych używanych w muzyce jazzowej.
Elektryczna gitara hawajska jest instrumentem szczególnie popularnym w USA, gdzie kilkuset muzyków gra na nim na poziomie wirtuozowskim, utrzymując się m.in. z pracy sidemanów lub grając w zespołach popularnych gwiazd muzyki country. Swoje ambicje realizują, wydając solowe płyty w niewielkich wytwórniach, prezentując na nich szeroki wachlarz stylów i gatunków od Bacha do free jazzu. Jednym z rockowych wirtuozów tego instrumentu jest Steve Howe.